# ملاقات (فیلم ۱۳۸۹)
ملاقات، فیلمی به کارگردانی عباس رافعی و نویسندگی احمد خداکریم محصول سال ۱۳۸۹ است.

## بازیگران
- ستاره اسکندری
- احمد مهران فر
- مهدی فقیه
- رامین راستاد
- میثم یوسفی
- پرویز عاشورنیا
- هوشنگ آخوندپور
- احمد خداکریم
- مهدی راشدی
- علی بورونی
- دستیار کارگردان : حسن علیرضایی